# Ali Ghorbani (cầu thủ bóng đá, sinh 1990)
Ali Ghorbani (tiếng Ba Tư: علی قربانی; sinh ngày 18 tháng 9 năm 1990) là một tiền đạo bóng đá người Iran, hiện tại thi đấu cho Esteghlal ở Persian Gulf Pro League.

## Sự nghiệp câu lạc bộ
Ghrobani bắt đầu sự nghiệp chuyên nghiệp với Nassaji. Sau đó anh gia nhập Gahar và tái ngộ với cựu huấn luyện viên Davoud Mahabadi để giúp đội bóng lên chơi ở Iran Pro League cùng với 7 bàn thắng ở Azadegan League. Sau một mùa giải thành công ở Gahar, anh gia nhập Mes Sarcheshmeh. Ngày 13 tháng 7 năm 2013 anh gia nhập Naft Tehran với bản hợp đồng 2 năm. ْ

### Esteghlal
Ali Ghorbani gia nhập Esteghlal năm 2016." Anh được huấn luyện bởi Alireza Mansourian tại Naft Tehran F.C. và sau đó khi Mansorian đến Esteghlal, Ghorbani là một trong những cầu thủ mới. Anh tỏa sáng tại Esteglal trong mùa giải đầu tiên, ghi bàn trước Perspolis ở Tehran Derby giúp anh nổi tiếng giữa người hâm mộ Esteghlal.

## Thống kê
Tính đến 9 tháng 5 năm 2018
| Câu lạc bộ      | Hạng đấu     | Mùa giải     | Giải vô địch | Giải vô địch | Cúp Hazfi | Cúp Hazfi | Châu Á  | Châu Á    | Tổng    | Tổng      |
| Câu lạc bộ      | Hạng đấu     | Mùa giải     | Số trận      | Bàn thắng    | Số trận   | Bàn thắng | Số trận | Bàn thắng | Số trận | Bàn thắng |
| --------------- | ------------ | ------------ | ------------ | ------------ | --------- | --------- | ------- | --------- | ------- | --------- |
| Nassaji         | Hạng đấu 1   | 2010–11      | 18           | 3            | 0         | 0         | –       | –         | 18      | 3         |
| Gahar           | Hạng đấu 1   | 2011–12      | 23           | 7            | 3         | 1         | –       | –         | 26      | 8         |
| Mes Sarcheshmeh | Hạng đấu 1   | 2012–13      | 17           | 3            | 1         | 0         | –       | –         | 18      | 3         |
| Naft Tehran     | Pro League   | 2013–14      | 22           | 6            | 1         | 1         | –       | –         | 23      | 7         |
| Naft Tehran     | Pro League   | 2014–15      | 17           | 5            | 3         | 1         | 1       | 1         | 21      | 6         |
| Naft Tehran     | Pro League   | 2015–16      | 20           | 5            | 2         | 0         | 1       | 0         | 23      | 5         |
| Esteghlal       | Pro League   | 2016–17      | 28           | 6            | 3         | 1         | 7       | 1         | 34      | 8         |
| Esteghlal       | Pro League   | 2017-18      | 24           | 7            | 3         | 2         | 7       | 1         | 34      | 10        |
| Career Total    | Career Total | Career Total | 169          | 42           | 16        | 6         | 10      | 3         | 194     | 50        |

## Danh hiệu
Esteghlal
- Cúp Hazfi (1): 2017–18